# Geekly
株式会社Geekly（ギークリー、英語: Geekly Co.,LTD.）は、東京都渋谷区に本社を置く、IT・Web・ゲーム業界のキャリア人材に特化した人材紹介事業を展開する会社。

## 会社概要
創設者である奥山貴広は、Geekly設立前は大手総合人材サービス会社の立ち上げに関わり、取締役として人材紹介ビジネスに従事。そこで、サービスの特徴や適切なマッチングの不足が早期離職の要因であることに気付き、中でも近年特にニーズの高まっている「IT・Web・ゲーム業界」に着目して、業界専門性を備えた人材紹介サービスを提供することを目指し、Geeklyを設立。

## 沿革
- 2011年 - 8月 株式会社Geekly設立
- 2019年1月、株式会社GeeklyはIT・Web・ゲーム業界に特化のオウンドメディアであるGeeklyMediaを開始。
- 2021年 - 12月 事業拡大に伴い、本社移転
- 2022年 - 1月 IT企業に特化した口コミサイト『Geekly Review』を提供開始[2]
- 2023年 - 11月 大阪支社を設立[3]

## 事業内容
- Geekly
  - IT・Web・ゲーム業界の転職支援サービス

- Geekly Media
  - IT業界の転職メディア

- Geekly Review
  - 企業評判・選考・求人情報メディア